# Verneuil-Grand
Verneuil-Grand és un municipi francès situat al departament del Mosa i a la regió del Gran Est. L'any 2007 tenia 219 habitants.

## Demografia

### Població
El 2007 la població de fet de Verneuil-Grand era de 219 persones. Hi havia 88 famílies, de les quals 20 eren unipersonals (12 homes vivint sols i 8 dones vivint soles), 28 parelles sense fills, 28 parelles amb fills i 12 famílies monoparentals amb fills.
La població ha evolucionat segons el següent gràfic:
Habitants censats

### Habitatges
El 2007 hi havia 98 habitatges, 90 eren l'habitatge principal de la família, 2 eren segones residències i 5 estaven desocupats. 92 eren cases i 5 eren apartaments. Dels 90 habitatges principals, 72 estaven ocupats pels seus propietaris, 17 estaven llogats i ocupats pels llogaters i 1 estava cedit a títol gratuït; 2 tenien una cambra, 1 en tenia dues, 5 en tenien tres, 25 en tenien quatre i 57 en tenien cinc o més. 59 habitatges disposaven pel capbaix d'una plaça de pàrquing. A 30 habitatges hi havia un automòbil i a 49 n'hi havia dos o més.

### Piràmide de població
La piràmide de població per edats i sexe el 2009 era:
| Homes | Edats   | Dones |
| ----- | ------- | ----- |
| 0     | 95 o +  | 0     |
| 0     | 90 a 94 | 0     |
| 0     | 85 a 89 | 0     |
| 0     | 80 a 84 | 0     |
| 4     | 75 a 79 | 0     |
| 4     | 70 a 74 | 8     |
| 8     | 65 a 69 | 0     |
| 4     | 60 a 64 | 8     |
| 4     | 55 a 59 | 8     |
| 4     | 50 a 54 | 4     |
| 12    | 45 a 49 | 8     |
| 16    | 40 a 44 | 20    |
| 4     | 35 a 39 | 4     |
| 12    | 30 a 34 | 4     |
| 0     | 25 a 29 | 4     |
| 12    | 20 a 24 | 8     |
| 8     | 15 a 19 | 20    |
| 12    | 10 a 14 | 0     |
| 8     | 5 a 9   | 8     |
| 0     | 0 a 4   | 0     |

## Economia
El 2007 la població en edat de treballar era de 153 persones, 118 eren actives i 35 eren inactives. De les 118 persones actives 115 estaven ocupades (66 homes i 49 dones) i 3 estaven aturades (2 homes i 1 dona). De les 35 persones inactives 10 estaven jubilades, 14 estaven estudiant i 11 estaven classificades com a «altres inactius».

### Ingressos
El 2009 a Verneuil-Grand hi havia 88 unitats fiscals que integraven 213 persones, la mediana anual d'ingressos fiscals per persona era de 20.137 €.

### Activitats econòmiques
L'únic establiment que hi havia el 2007 era d'una empresa de comerç i reparació d'automòbils.
L'any 2000 a Verneuil-Grand hi havia 6 explotacions agrícoles que ocupaven un total de 240 hectàrees.

## Poblacions més properes
El següent diagrama mostra les poblacions més properes.